# اچ‌ام‌اس هیرو (۱۸۸۵)
اچ‌ام‌اس هیرو (۱۸۸۵) (به انگلیسی: HMS Hero (1885)) یک کشتی بود که طول آن ۲۷۰ فوت (۸۲ متر) بود. این کشتی در سال ۱۸۸۵ ساخته شد.